# Підуст південноєвропейський
Підуст південноєвропейський (Protochondrostoma genei) — вид прісноводних риб родини ялецевих (Leuciscidae), єдиний представник роду Protochondrostoma.

## Опис
Виростає до 30 см завдовжки. Має видовжене тіло, пристосоване для життя в турбулентних водах. Тіло зеленувато-сіре із срібним черевом. На боках проходить більш темна горизонтальна смужка. Рот вентральний і забезпечений роговими губами. В роті є по 5 глоткових зубів з кожного боку.

## Поширення
Вид поширений на північному сході Італії у басейні річок Вомано, Тронто, Езіно, Чезано, Метауро, Фолья, По, Адідже, Брента, П'яве, Лівенца, Тальяменто та Ізонцо. Трапляється на словенській частині річки Ізонцо, де річка називається Соча. Інтродукований у центральній Італії (басейни річок Арно, Тевере та Омброне).

## Спосіб життя
Віддає перевагу проточним водам у передгірській зоні гірських районів, із кам'янистим або піщаним дном. Водиться також в озерах.
Живиться личинками комах, яких знаходить під камінням. Також зішкрябує водорості з поверхні каміння. Нерест відбувається в період з травня по червень. Самиця відкладає близько 5000 ікринок діаметром 1,5 мм, які вилуплюються приблизно через 12 днів інкубації при температурі не нижче 15 °C.

## Охорона
На більшій частині ареалу стан природних популяцій виду залишається більш-менш стабільним. Але в окремих регіонах спостерігається тенденція до зниження чисельності популяції виду. Тому підуст південноєвропейський занесений до Директиви Європейського Союзу 92/43/ЄС «Про збереження природних оселищ та видів природної фауни і флори» (Додаток II. Види рослин і тварин, що становлять особливий інтерес для Європейського Союзу, збереження яких потребує створення територій особливої охорони).